# Bertrand de Maigret
 (juin 2024).
Si vous disposez d'ouvrages ou d'articles de référence ou si vous connaissez des sites web de qualité traitant du thème abordé ici, merci de compléter l'article en donnant les références utiles à sa vérifiabilité et en les liant à la section « Notes et références ».
Bertrand de Maigret, né le 23 janvier 1940 à Toury-sur-Jour (Nièvre), est un banquier et homme politique français, membre de l'UDF avant de se consacrer à la mise en place de l'euro.

## Famille
Il est marié avec la princesse Isabelle Poniatowski, championne de France de natation et fille du ministre Michel Poniatowski. Ils ont 4 enfants dont Caroline de Maigret, mannequin et productrice de musique.

## Biographie
Il est directeur à la Chase Manhattan bank puis vice-président du Conseil de Paris et conseiller régional d'Ile de France. Il est ensuite député de la Sarthe, conseiller régional des Pays de Loire et conseiller général du canton de La Chartre-sur-le-Loir. 
Il est ensuite directeur financier du Groupe Fillod puis directeur de la Société française de factoring.
Enfin, il a travaillé 17 ans à la mise en place de l'euro en Europe en créant à la demande du président Giscard d'Estaing et du chancelier Helmut Schmidt. L'Association pour l'union Monétaire de l'Europe dont il est l'Administrateur-délégué tandis que la présidence est assurée successivement par le président du Groupe Philips et celui de la Société générale de Belgique, la vice-présidence par les présidents de Fiat et Total. 

## Distinctions
- Chevalier de la Légion d'honneur.
- Officier de l'Ordre national du Mérite.
- Chevalier de l'Ordre National du Mérite Agricole.
- Médaille des Actes de Courage et Dévouement.